# Dark Souls
Dark Souls – fabularna gra akcji, której światowa premiera odbyła się 22 września 2011 w Japonii na konsole PlayStation 3 i Xbox 360.
Jest to duchowy następca jednej z najtrudniejszych gier siódmej generacji gier komputerowych, czyli Demon’s Souls. Gra sprzedała się w liczbie 2 453 000 egzemplarzy na Zachodzie i 375 000 w Japonii.
W wyniku dużego zainteresowania graczy i petycji w tej sprawie powstała wersja gry na system Microsoft Windows, która ukazała się 24 sierpnia 2012 pod tytułem Dark Souls: Prepare to Die Edition. Edycja ta zawiera podstawową grę wraz z dodatkiem Artorias of the Abyss oferującym około dziesięć godzin dodatkowej rozgrywki. W Polsce ta wersja została wydana przez firmę Cenega w kinowej wersji językowej. Dodatek Artorias of the Abyss i edycja Prepare to Die na konsolach ukazały się 26 października 2012.
Redakcja magazynu „PC Gamer UK” w 2015 przyznała grze 57. miejsce na liście najlepszych gier na PC.
11 stycznia 2018 zapowiedziano wydanie ulepszonej wersji gry pod tytułem Dark Souls: Remastered. Edycja nie wprowadziła nowej zawartości do gry, zatem gracze otrzymali tak jak w przypadku Prepare to Die Edition podstawową część gry plus dodatek Artorias of the Abyss. Zmiany dotyczą grafiki i funkcjonowania rozgrywki. Gra działa w rozdzielczości 4K i 60 klatkach na sekundę. Ponadto został usprawniony tryb wieloosobowy, który działa na zasadzie tego znanego z Dark Souls III. Premiera odbyła się 25 maja tego samego roku na komputery stacjonarne, PlayStation 4, Xbox One oraz 19 października na Nintendo Switch. Odświeżona wersja oferuje rozgrywkę w rozdzielczości 4K i 60 klatkach na sekundę (dla Switcha odpowiednio 1080p i 30 kl./s). Jest to pierwsza gra From Software wydana na przenośną platformę. Produkcją portów na PS4, PC i Xbox One zajęło się polskie studio QLOC.

## Rozgrywka
Dark Souls to fabularna gra akcji, której akcja rozgrywa się w otwartym świecie. Gracz wciela się w postać nieumarłego, który może walczyć przy pomocy broni białej, miotającej, magii, piromancji oraz wspomagać się cudami i różnymi ładunkami wybuchowymi. Walutą w grze są dusze, które można znaleźć w jej świecie lub otrzymać za zabijanie zarówno wrogów, jak i sojuszników. Gra zapisuje się automatycznie, a po śmierci bohater gracza traci człowieczeństwo (jeżeli je posiadał), wszystkie dusze oraz trafia do ostatniego ogniska, przy którym odpoczywał. Przy ognisku gracz może zwiększyć poziom doświadczenia postaci za zdobyte dusze, uzupełnić butelki estusa służące do leczenia oraz, po zakupie odpowiedniego sprzętu, naprawić i ulepszyć ekwipunek. Po skorzystaniu z ogniska lub śmierci postaci wszyscy zabici wrogowie, z wyjątkiem bossów, wracają do życia.